# Giải đua xe Công thức 1 2024
Giải đua xe Công thức 1 2024 là mùa giải Công thức 1 thứ 75 do Liên đoàn Ô tô Quốc tế (FIA) điều hành. Đây là mùa giải kỷ lục về mặt số lượng chặng đua được tổ chức khi 24 chặng đua trên khắp thế giới được tổ chức trong suốt mùa giải này. Các tay đua và đội đua tham gia lần lượt tranh giành chức vô địch hạng mục tay đua và hạng mục đội đua tại tất cả 24 chặng đua từ tháng 3 cho đến tháng 12.
Max Verstappen giành chức vô địch các tay đua sau khi cán đích vị trí thứ năm tại Giải đua ô tô Công thức 1 Las Vegas 2024. Anh chính thức vô địch lần thứ tư liên tiếp trong sự nghiệp của mình. McLaren-Mercedes vô địch lần thứ chín trong lịch sử của đội tại chặng đua cuối cùng của mùa giải, Giải đua ô tô Công thức 1 Abu Dhabi. Red Bull Racing-Honda RBPT là nhà đuơng kim vô địch các đội đua, nhưng đội đã không thể bảo vệ chức vô địch các đội đua sau khi kết thúc chung cuộc ở vị trí thứ 3. 

## Danh sách các đội đua và tay đua
Các đội đua và tay đua sau đây đều tham gia Giải đua xe Công thức 1 2024 và tất cả các đội đua tham gia đều sử dụng lốp xe của Pirelli. Các đội đua sau đây được sắp xếp theo thứ tự của bảng xếp hạng các đội đua năm 2023 trong danh sách này.
| Đội đua                           | Xe đua                            | Động cơ             | Hãng lốp | Số xe | Tay đua          | Số chặng đua đã tham gia | Tay đua dự bị/ lái thử                           |
| --------------------------------- | --------------------------------- | ------------------- | -------- | ----- | ---------------- | ------------------------ | ------------------------------------------------ |
| Oracle Red Bull Racing            | Red Bull Racing RB20              | Honda RBPTH002      | P        | 1     | Max Verstappen   | 1–24                     | Liam Lawson                                      |
| Oracle Red Bull Racing            | Red Bull Racing RB20              | Honda RBPTH002      | P        | 11    | Sergio Pérez     | 1–24                     | Liam Lawson                                      |
| Mercedes-AMG Petronas F1 Team     | Mercedes-AMG F1 W15 E Performance | Mercedes-AMG F1 M15 | P        | 44    | Lewis Hamilton   | 1–24                     | Mick Schumacher Frederik Vesti                   |
| Mercedes-AMG Petronas F1 Team     | Mercedes-AMG F1 W15 E Performance | Mercedes-AMG F1 M15 | P        | 63    | George Russell   | 1–24                     | Mick Schumacher Frederik Vesti                   |
| Scuderia Ferrari                  | Ferrari SF-24                     | Ferrari 066/10      | P        | 16    | Charles Leclerc  | 1–24                     | Oliver Bearman Arthur Leclerc Antonio Giovinazzi |
| Scuderia Ferrari                  | Ferrari SF-24                     | Ferrari 066/10      | P        | 55    | Carlos Sainz Jr. | 1–24                     | Oliver Bearman Arthur Leclerc Antonio Giovinazzi |
| Scuderia Ferrari                  | Ferrari SF-24                     | Ferrari 066/10      | P        | 38    | Oliver Bearman   | 2                        | Oliver Bearman Arthur Leclerc Antonio Giovinazzi |
| McLaren Formula 1 Team            | McLaren MCL38                     | Mercedes-AMG F1 M15 | P        | 4     | Lando Norris     | 1–24                     | Patricio O'Ward Ryō Hirakawa                     |
| McLaren Formula 1 Team            | McLaren MCL38                     | Mercedes-AMG F1 M15 | P        | 81    | Oscar Piastri    | 1–24                     | Patricio O'Ward Ryō Hirakawa                     |
| Aston Martin Aramco F1 Team       | Aston Martin AMR24                | Mercedes-AMG F1 M15 | P        | 14    | Fernando Alonso  | 1–24                     | Felipe Drugovich Stoffel Vandoorne               |
| Aston Martin Aramco F1 Team       | Aston Martin AMR24                | Mercedes-AMG F1 M15 | P        | 18    | Lance Stroll     | 1–24                     | Felipe Drugovich Stoffel Vandoorne               |
| BWT Alpine F1 Team                | Alpine A524                       | Renault E-Tech RE24 | P        | 10    | Pierre Gasly     | 1–24                     | Jack Doohan                                      |
| BWT Alpine F1 Team                | Alpine A524                       | Renault E-Tech RE24 | P        | 31    | Esteban Ocon     | 1–23                     | Jack Doohan                                      |
| BWT Alpine F1 Team                | Alpine A524                       | Renault E-Tech RE24 | P        | 61    | Jack Doohan      | 24                       | Jack Doohan                                      |
| Williams Racing                   | Williams FW46                     | Mercedes-AMG F1 M15 | P        | 2     | Logan Sargeant   | 1–15                     | Jamie Chadwick Roy Nissany                       |
| Williams Racing                   | Williams FW46                     | Mercedes-AMG F1 M15 | P        | 43    | Franco Colapinto | 16–24                    | Jamie Chadwick Roy Nissany                       |
| Williams Racing                   | Williams FW46                     | Mercedes-AMG F1 M15 | P        | 23    | Alexander Albon  | 1–24                     | Jamie Chadwick Roy Nissany                       |
| Visa Cash App RB Formula One Team | RB VCARB 01                       | Honda RBPTH002      | P        | 3     | Daniel Ricciardo | 1–18                     | Liam Lawson Ayumu Iwasa                          |
| Visa Cash App RB Formula One Team | RB VCARB 01                       | Honda RBPTH002      | P        | 30    | Liam Lawson      | 19–24                    | Liam Lawson Ayumu Iwasa                          |
| Visa Cash App RB Formula One Team | RB VCARB 01                       | Honda RBPTH002      | P        | 22    | Tsunoda Yūki     | 1–24                     | Liam Lawson Ayumu Iwasa                          |
| Stake F1 Team Kick Sauber         | KICK Sauber C44                   | Ferrari 066/12      | P        | 24    | Chu Quán Vũ      | 1–24                     | Théo Pourchaire Zane Maloney                     |
| Stake F1 Team Kick Sauber         | KICK Sauber C44                   | Ferrari 066/12      | P        | 77    | Valtteri Bottas  | 1–24                     | Théo Pourchaire Zane Maloney                     |
| MoneyGram Haas F1 Team            | Haas VF-24                        | Ferrari 066/10      | P        | 20    | Kevin Magnussen  | 1–16, 18–20, 22–24       | Pietro Fittipaldi Oliver Bearman                 |
| MoneyGram Haas F1 Team            | Haas VF-24                        | Ferrari 066/10      | P        | 50    | Oliver Bearman   | 17, 21                   | Pietro Fittipaldi Oliver Bearman                 |
| MoneyGram Haas F1 Team            | Haas VF-24                        | Ferrari 066/10      | P        | 27    | Nico Hülkenberg  | 1–24                     | Pietro Fittipaldi Oliver Bearman                 |

### Thay đổi đội đua
Alfa Romeo chấm dứt quan hệ đối tác với Sauber và rời Công thức 1 khi Sauber chuẩn bị trở thành đội đua Audi vào năm 2026. Đội được đổi tên cho mùa giải 2024 thành Stake F1 Team Kick Sauber. AlphaTauri được đổi tên thành Visa Cash App RB Formula One Team vào ngày 24 tháng 1 năm 2024 mặc dù ban đầu được chuyển tên thành AlphaTauri RB. Đội cũng chuyển đến Milton Keynes ở Vương quốc Anh trong bối cảnh tái cơ cấu quản lý. Aston Martin tham gia dưới tên gọi Aston Martin Aramco F1 Team vì Cognizant không còn là nhà tài trợ chính của đội nữa.

### Thay đổi tay đua
Sự thay đổi duy nhất so với các tay đua đã ký hợp đồng vào đầu năm 2023 là Daniel Ricciardo, người đã thay thế Nyck de Vries ở đội AlphaTauri cũ từ Giải đua ô tô Công thức 1 Hungary 2023 trở đi. Đây là lần đầu tiên trong lịch sử Công thức 1 không có vụ một chuyển nhượng nào giữa tất cả các tay đua và đội đua đã thi đấu ở chặng đua cuối cùng của mùa giải cũ trước khi mùa giải tiếp theo bắt đầu.

#### Thay đổi tay đua giữa mùa giải
Carlos Sainz Jr. phải rút lui khỏi Giải đua ô tô Công thức 1 Ả Rập Xê Út sau khi viêm ruột thừa. Anh được thay thế bởi Oliver Bearman, tay đua dự bị của Ferrari, từ buổi đua thử thứ ba. Bearman tham gia chặng đua Công thức 1 đầu tiên của mình. Sainz Jr. quay trở lại Giải đua ô tô Công thức 1 Úc.
Từ Giải đua ô tô Công thức 1 Ý trở đi, tay đua Công thức 2 người Argentina Franco Colapinto chính thức ra mắt Công thức 1 khi thay thế Logan Sargeant tại Williams.
Kevin Magnussen bị cấm tham gia Giải đua ô tô Công thức 1 Azerbaijan vì đã gây ra một vụ va chạm tại chặng đua trước, khiến anh vượt quá giới hạn 12 điểm phạt trong vòng 12 tháng. Magnussen được thay thế bởi tay đua dự bị Oliver Bearman, người đã thi đấu trước đó cho Ferrari tại Giải đua ô tô Công thức 1 Ả Rập Xê Út đầu mùa giải. Magnussen được phép thi đấu trở lại tại Giải đua ô tô Công thức 1 Singapore sau đó.
Daniel Ricciardo đã bị buộc phải rời khỏi RB trước Giải đua ô tô Công thức 1 Hoa Kỳ. Ricciardo được thay thế bởi tay đua dự bị Liam Lawson, người đã thay thế Ricciardo trong mùa giải 2023 sau khi Ricciardo bị chấn thương.
Bearman thay thế Magnussen tại Haas trong Giải đua ô tô Công thức 1 São Paulo cho các buổi đua thử và chặng đua nước rút vì Magnussen cảm thấy không khỏe. Bearman tiếp tục thế chỗ Magnussen cho phần còn lại của chặng đua cuối tuần từ vòng phân hạng chặng đua nước rút cho đến cuộc đua chính.
Tay đua dự bị Jack Doohan thay thế Esteban Ocon tại Alpine trong Giải đua ô tô Công thức 1 Abu Dhabi sau khi Ocon được phép rời khỏi vị trí của mình để gia nhập Haas trong buổi lái thử. Doohan chính thức ra mắt Công thức 1.

## Lịch đua

Màu xanh lá cây là các quốc gia có tổ chức chặng đua. Màu xám đậm là các quốc gia có chặng đua bị hủy.

Lịch đua của Giải đua xe Công thức 1 2024 đựoc công bố vào ngày 5 tháng 7 năm 2023 và bao gồm 24 chặng đua kỷ lục. Thể thức chặng đua nước rút được tổ chức tại Giải đua ô tô Công thức 1 Trung Quốc, Giải đua ô tô Công thức 1 Miami, Giải đua ô tô Công thức 1 Áo, Giải đua ô tô Công thức 1 Hoa Kỳ, Giải đua ô tô Công thức 1 São Paulo và Giải đua ô tô Công thức 1 Qatar.
| Stt | Chặng đua                                  | Trường đua                                             | Ngày        |
| --- | ------------------------------------------ | ------------------------------------------------------ | ----------- |
| 1   | Giải đua ô tô Công thức 1 Bahrain          | Trường đua Bahrain International, Sakhir               | 2 tháng 3   |
| 2   | Giải đua ô tô Công thức 1 Ả Rập Xê Út      | Trường đua Jeddah Corniche, Jeddah                     | 9 tháng 3   |
| 3   | Giải đua ô tô Công thức 1 Úc               | Trường đua Albert Park, Melbourne                      | 24 tháng 3  |
| 4   | Giải đua ô tô Công thức 1 Nhật Bản         | Trường đua Suzuka International, Suzuka                | 7 tháng 4   |
| 5   | Giải đua ô tô Công thức 1 Trung Quốc       | Trường đua Quốc tế Thượng Hải, Thượng Hải              | 21 tháng 4  |
| 6   | Giải đua ô tô Công thức 1 Miami            | Trường đua Miami International, Miami Gardens, Florida | 5 tháng 5   |
| 7   | Giải đua ô tô Công thức 1 Emilia Romagna   | Trường đua Imola, Imola                                | 19 tháng 5  |
| 8   | Giải đua ô tô Công thức 1 Monaco           | Trường đua Monaco, Monaco                              | 26 tháng 5  |
| 9   | Giải đua ô tô Công thức 1 Canada           | Trường đua Gilles Villeneuve, Montréal                 | 9 tháng 6   |
| 10  | Giải đua ô tô Công thức 1 Tây Ban Nha      | Trường đua Barcelona-Catalunya, Montmeló               | 23 tháng 6  |
| 11  | Giải đua ô tô Công thức 1 Áo               | Trường đua Red Bull Ring, Spielberg                    | 30 tháng 6  |
| 12  | Giải đua ô tô Công thức 1 Anh              | Trường đua Silverstone, Silverstone                    | 7 tháng 7   |
| 13  | Giải đua ô tô Công thức 1 Hungary          | Hungaroring, Mogyoród                                  | 21 tháng 7  |
| 14  | Giải đua ô tô Công thức 1 Bỉ               | Trường đua Spa-Francorchamps, Stavelot                 | 28 tháng 7  |
| 15  | Giải đua ô tô Công thức 1 Hà Lan           | Trường đua Zandvoort, Zandvoort                        | 25 tháng 8  |
| 16  | Giải đua ô tô Công thức 1 Ý                | Trường đua Monza, Monza                                | 1 tháng 9   |
| 17  | Giải đua ô tô Công thức 1 Azerbaijan       | Trường đua Thành phố Baku, Baku                        | 15 tháng 9  |
| 18  | Giải đua ô tô Công thức 1 Singapore        | Trường đua đường phố Marina Bay, Singapore             | 22 tháng 9  |
| 19  | Giải đua ô tô Công thức 1 Hoa Kỳ           | Trường đua Americas, Austin, Texas                     | 20 tháng 10 |
| 20  | Giải đua ô tô Công thức 1 Thành phố México | Trường đua Anh em Rodríguez, Thành phố México          | 27 tháng 10 |
| 21  | Giải đua ô tô Công thức 1 São Paulo        | Trường đua José Carlos Pace, São Paulo                 | 3 tháng 11  |
| 22  | Giải đua ô tô Công thức 1 Las Vegas        | Trường đua Las Vegas, Las Vegas                        | 23 tháng 11 |
| 23  | Giải đua ô tô Công thức 1 Qatar            | Trường đua Losail International, Lusail                | 1 tháng 12  |
| 24  | Giải đua ô tô Công thức 1 Abu Dhabi        | Trường đua Yas Marina, Abu Dhabi                       | 8 tháng 12  |

### Thay đổi và mở rộng lịch đua
Hai chặng đua đầu tiên của mùa giải ở Bahrain và Ả Rập Xê Út được tổ chức vào thứ Bảy để phù hợp lịch trình tổ chức cuộc đua với tháng Ramadan. Cũng tương tự như năm 2023, Giải đua ô tô Công thức 1 Las Vegas sẽ được tổ chức vào thứ Bảy. Hai chặng đua ở Azerbaijan và Nhật Bản hoán đổi vị trí trên lịch so với năm ngoái. Giải đua ô tô Công thức 1 Nhật Bản được tổ chức ở giai đoạn đầu tiên của mùa giải và trước Giải đua ô tô Công thức 1 Trung Quốc. Giải đua ô tô Công thức 1 Azerbaijan được chuyển sang giai đoạn cuối mùa giải sau những chặng đua ở châu Âu để giúp giảm bớt những hành trình dài giữa các chặng đua cuối tuần và tiết kiệm lượng khí thải CO2.
Giải đua ô tô Công thức 1 Trung Quốc quay trở lại lịch đua sau khi bị hủy hoãn bốn năm do những khó khăn vì đại dịch COVID-19 ở nước này gây ra. Giải đua ô tô Công thức 1 Emilia Romagna quay trở lại lịch đua sau khi bị hủy vào năm 2023 do lũ lụt. Hợp đồng của Giải đua ô tô Công thức 1 Nga có hiệu lực cho mùa giải 2024 nhưng nó đã bị chấm dứt vào năm 2022 do Nga xâm lược Ukraina.

## Thay đổi quy định

### Quy định kỹ thuật
Để giải quyết những lời phàn nàn của các tay đua do thời tiết quá nóng tại Giải đua ô tô Công thức 1 Qatar 2023, các đội đua được phép lắp một tấm chắn trên xe nhằm mục đích làm mát tay đua và buồng lái. Nắp chụp bánh xe được thử nghiệm thêm trong mùa giải. Các đội không được phép bắt đầu phát triển chiếc xe đua dành cho mùa giải 2026. Mùa giải này sẽ chứng kiến những thay đổi lớn về quy định kỹ thuật cho đến ngày 1 tháng 1 năm 2025. Tuy nhiên, các đội đua vẫn có thể thực hiện các công việc nghiên cứu và phát triển sơ bộ khác không nằm trong phạm vi hạn chế này.

#### Bộ lốp
Việc "phân bổ lốp thay thế" được thử nghiệm tại các chặng đua ở Hungary và Ý vào năm 2023, trong đó các tay đua được cấp 11 bộ lốp nhằm nỗ lực cắt giảm chi phí trong môn thể thao này, sẽ không còn được thực hiện nữa. Do đó, mỗi tay đua và đội đua sẽ có sẵn 13 bộ lốp tại từng chặng đua. Bộ lốp C0 đã được giới thiệu nhưng không được sử dụng trong mùa giải 2023. Nó đã bị loại khỏi danh sách các bộ lốp. Bộ lốp này trước đây được gọi là C1 nhưng đã được đổi tên vào đầu mùa giải 2023 sau khi bộ lốp C1 mới được giới thiệu. Bộ lốp mới này nằm giữa bộ lốp C1 cũ và bộ lốp C2 hiện tại về độ cứng. Một thử nghiệm được đề xuất về lệnh cấm che lốp trong mùa giải này sau lệnh cấm hoàn toàn vào năm 2025 đã bị hủy bỏ.

### Quy định thể thao

#### Những thay đổi về quy trình kháng cáo
Quy trình kháng cáo quyết định đã được sửa đổi cho mùa giải 2024. Trước đây, các đội có tối đa mười bốn ngày để gửi quyền yêu cầu xem xét. Điều này bây giờ sẽ được giảm xuống còn bốn ngày. Trong nỗ lực ngăn chặn các nỗ lực kháng cáo phù phiếm tiềm ẩn, FIA cũng sẽ đưa ra một khoản phí cho quyền được xem xét quy trình.

#### Những thay đổi cấu trúc chặng đua nước rút
Cấu trúc của các chặng đua nước rút trong các chặng đua sẽ được thay đổi vào năm 2024 để hợp lý hóa hơn nữa thể thức chặng đua nước rút và tách chúng khỏi phần còn lại của chặng đua cuối tuần. Vòng phân hạng chặng đua nước rút (sprint shootout) xác định thứ tự vị trí xuất phát cho chặng đua nước rút đã được dời sang chiều thứ Sáu sau buổi tập duy nhất. Chặng đua nước rút tiếp theo sẽ là sự kiện đầu tiên diễn ra vào thứ Bảy, theo sau đó là vòng phân hạng cho cuộc đua chính. Bản thân cuộc đua chính vẫn diễn ra vào Chủ nhật.

#### Sử dụng DRS
Các quy tắc sử dụng DRS trong các chặng đua đã được điều chỉnh một chút. Trong mùa giải này, các tay đua sẽ được phép sử dụng DRS một vòng đua sau khi cuộc đua bắt đầu, một vòng sau khi khởi động lại sau giai đoạn xe an toàn hoặc một vòng đua sau khi khởi động lại sau giai đoạn gián đoạn cờ đỏ. Điều này có nghĩa là các tay đua sẽ được phép sử dụng DRS sớm hơn một vòng đua so với các mùa giải trước. Quy định này đã được thử nghiệm trong các chặng đua nước rút trong mùa giải năm 2023.

#### Phân bổ đơn vị năng lượng
Số lượng đơn vị năng lượng được phép sử dụng mỗi mùa được tăng từ ba lên bốn cho mỗi tay đua cho các mùa giải 2024 và 2025.

#### Thời gian vòng chạy tối đa
Trước hai buổi đua thử vào thứ Năm tại chặng đua mở màn mùa giải ở Bahrain, các quy tắc cập nhật đã được đưa ra để ngăn cản tay đua di chuyển quá chậm trong các vòng đua và vòng trinh sát trong suốt vòng loại. Ban đầu, tay đua được yêu cầu không được vượt quá thời gian tối đa để di chuyển qua từng khu vực tập trung. Đây là một sự thay đổi so với năm 2023, khi FIA đưa ra thời gian tối đa cho toàn bộ vòng đua. Tuy nhiên, trước buổi đua thử thứ ba và vòng phân hạng vào thứ Sáu, các quy tắc đã được hoàn nguyên về phương pháp toàn vòng năm 2023 mặc dù quy tắc hiện giờ được áp dụng cho cả in-lap lẫn out-lap.

#### Án phạt
Các án phạt tiêu chuẩn đối với một tay đua vượt qua tay đua khác khỏi đường đua và giành được lợi thế lâu dài đã được nâng cấp từ án phạt 5 giây lên 10 giây mặc dù án phạt 5 giây vẫn có thể được áp dụng. Sự thay đổi này được thực hiện vì hình phạt 5 giây được coi là không đủ, với việc tay đua thường xuyên bị phạt quá năm giây khi vượt trái phép những chiếc xe đua chạy chậm hơn.
Từ Giải đua ô tô Công thức 1 Miami trở đi, FIA đã thay đổi các quy định để đánh giá một màn xuất phát nhảy cóc. Theo các quy định trước đó, những người quản lý không thể phạt tay đua khi xuất phát nếu nó không được bộ phát đáp của FIA bắt được. Quy tắc này đã khiến Lando Norris của McLaren dường như tránh được một án phạt mặc dù Norris đã rõ ràng xuất phát nhảy cóc trong màn xuất phát tại Giải đua ô tô Công thức 1 Ả Rập Xê Út. Việc cập nhật các quy định này cho phép người quản lý phạt tay đua nếu tay đua xuất phát nhảy cóc trước khi bắt đầu. Điều này cũng được áp dụng ngay cả khi bộ phát đáp không ghi nhận hành vi vi phạm. Quy định cũng làm rõ hành vi xuất phát nhảy cóc sẽ được đánh giá "sau khi đèn bốn giây được chiếu sáng và trước khi có tín hiệu xuất phát khi tất cả đèn đỏ đã tắt."
Từ Giải đua ô tô Công thức 1 Hà Lan, các án phạt được tích lũy của một tay đua trong cuộc đua nước rút không thể thực hiện được vì bỏ cuộc có thể được chuyển thành các án phạt vị trí xuất phát cho chặng đua tiếp theo. Điều này đã xảy ra đối với các khoản phạt được tích lũy trong các chặng đua.

## Diễn biến mùa giải

### Buổi thử nghiệm trước mùa giải
Buổi thử nghiệm trước mùa giải diễn ra tại trường đua Bahrain International ở as-Sakhir từ ngày 21 đến ngày 23 tháng 2.

### Những chặng đua mở màn
Max Verstappen giành vị trí pole tại chặng đua mở màn ở Bahrain với thời gian là 1:29,179 phút trước Charles Leclerc và George Russell. Max Verstappen đã giành chiến thắng tại cuộc đua trước đồng đội Sergio Pérez và Carlos Sainz Jr. Đồng thời, anh đạt được cú Grand Slam thứ năm trong sự nghiệp sau khi xuất phát ở vị trí pole, dẫn đầu mọi vòng đua và giành vòng đua nhanh nhất. Các tay đua còn lại ghi điểm tại Giải đua ô tô Công thức 1 Bahrain là Charles Leclerc, George Russell, Lando Norris, Lewis Hamilton, Oscar Piastri, Fernando Alonso và Lance Stroll. Sau Giải đua ô tô Công thức 1 Bahrain, Max Verstappen dẫn đầu bảng xếp hạng các tay đua với 26 điểm trước đồng đội Sergio Pérez (18 điểm) và Carlos Sainz Jr. (15 điểm). Red Bull Racing đứng đầu bảng xếp hạng các đội đua với 44 điểm trước Ferrari (27 điểm) và Mercedes (16 điểm). Bên cạnh đó, Alpine có một màn trình diễn đầy thất vọng khi Esteban Ocon và Pierre Gasly vượt qua vòng phân hạng ở vị trí thứ 19 và thứ 20 và kết thúc lần lượt ở vị trí thứ 17 và 18 tại cuộc đua.
Sainz Jr. phải rút lui khỏi Giải đua ô tô Công thức 1 Ả Rập Xê Út sau khi viêm ruột thừa và được thay thế bởi Oliver Bearman, tay đua dự bị của Ferrari. Bearman sẽ tham gia chặng đua Công thức 1 đầu tiên của mình. Verstappen giành vị trí pole tại Giải đua ô tô Công thức 1 Ả Rập Xê Út với thời gian là 1:27,472 phút trước Leclerc và Pérez. Red Bull Racing tiếp tục thể hiện tốc độ của mình tại cuộc đua sau khi Verstappen giành chiến thắng tại cuộc đua trước đồng đội Pérez và Leclerc. Bên cạnh đó, Verstappen lên bục trao giải lần thứ 100 trong sự nghiệp của mình. Verstappen dẫn đầu phần lớn cuộc đua cho dù Norris dẫn đầu đoàn xe vài vòng vì giai đoạn chiếc xe an toàn do vụ va chạm của Stroll. Gasly đã phải bỏ cuộc ngay sau vòng đua đầu tiên vì chiếc xe đua của anh gặp vấn đề về hộp số, khiến anh trở thành tay đua đầu tiên phải bỏ cuộc trong mùa giải này. Các tay đua còn lại ghi điểm tại Giải đua ô tô Công thức 1 Ả Rập Xê Út là Piastri, Alonso, Russell, Bearman, Norris, Hamilton và Nico Hülkenberg. Bearman ghi điểm ngay tại chặng đua Công thức 1 đầu tiên của anh kể từ thành tích tương tự của Nyck de Vries tại Giải đua ô tô Công thức 1 Ý 2022. Bên cạnh đó, Hülkenberg lấy điểm đầu tiên cho Haas trong mùa giải này. Sau Giải đua ô tô Công thức 1 Ả Rập Xê Út, Verstappen tiếp tục dẫn đầu bảng xếp hạng các tay đua với 51 điểm trước đồng đội Pérez (36 điểm) và Leclerc (28 điểm). Red Bull Racing tiếp tục đứng đầu bảng xếp hạng các đội đua với 87 điểm trước Ferrari (49 điểm) và McLaren (28 điểm). McLaren vượt qua Mercedes để giành vị trí thứ ba trên bảng xếp hạng các đội đua.
Verstappen giành vị trí pole trước Sainz Jr. và đồng đội của mình tại Red Bull Racing là Pérez trong vòng phân hạng của Giải đua ô tô Công thức 1 Úc với thời gian nhanh nhất là 1:15,915 phút. Trong cuộc đua, Verstappen phải bỏ cuộc ở vòng đua thứ ba vì đĩa phanh gặp vấn đề khiến chuỗi chín chặng thắng của anh kết thúc. Tại vòng đua thứ 15, Hamilton phải bỏ cuộc sau khi gặp vấn đề động cơ. Đồng đội của Hamilton tại Mercedes, Russell, phải bỏ cuộc sau khi va chạm ở khúc cua số 6 khi đang tranh giành vị trí thứ 6 với Fernando Alonso. Russell vẫn được xếp hạng sau khi hoàn thành 90% tổng chiều dài cuộc đua. Sainz dẫn đầu phần lớn cuộc đua và giành được chiến thắng đầu tiên kể từ Giải đua ô tô Công thức 1 Singapore 2023, trước mũi đồng đội Charles Leclerc và Lando Norris. Các tay đua còn lại ghi điểm tại Giải đua ô tô Công thức 1 Úc 2024 là Piastri, Pérez, Stroll, Tsunoda Yuki, Alonso, Hülkenberg và Kevin Magnussen. Ferrari về đích ở hai vị trí đầu tiên kể từ Giải đua ô tô Công thức 1 Bahrain 2022. Norris lên bục trao giải lần thứ 14 trong sự nghiệp, cả hai tay đua Haas đều lấy điểm và Tsunoda lấy những điểm đầu tiên cho RB. Sau Giải đua ô tô Công thức 1 Úc, Verstappen tiếp tục dẫn đầu bảng xếp hạng các tay đua với 51 điểm trước Leclerc (47 điểm) và Pérez (46 điểm). Leclerc vượt qua Pérez để giành vị trí á quân trên bảng xếp hạng các tay đua. Red Bull Racing tiếp tục đứng đầu bảng xếp hạng các đội đua với 97 điểm trước Ferrari (93 điểm) và McLaren (55 điểm).
Tại Giải đua ô tô Công thức 1 Nhật Bản, Verstappen giành vị trí pole trước đồng đội của mình tại Red Bull Racing là Pérez và Norris với thời gian nhanh nhất là 1:28,197 phút. Daniel Ricciardo và Alexander Albon phải bỏ cuộc sau khi va chạm với nhau, khiến cuộc đua bị gián đoạn hơn 20 phút. Verstappen chiến thắng cuộc đua trước Pérez và Sainz Jr. Các tay đua còn lại ghi điểm trong cuộc đua là Leclerc, Norris, Alonso, Russell, Piastri, Hamilton và Tsunoda. Bên cạnh đó, Tsunoda là tay đua người Nhật Bản đầu tiên ghi điểm tại chặng đua quê nhà kể từ Kobayashi Kamui trong chặng đua năm 2012. Sau Giải đua ô tô Công thức 1 Nhật Bản, Verstappen tiếp tục dẫn đầu bảng xếp hạng các tay đua với 77 điểm trước Pérez (64 điểm) và Leclerc (59 điểm). Pérez giành lại vị trí á quân trên bảng xếp hạng các tay đua từ tay Leclerc. Red Bull Racing tiếp tục đứng đầu bảng xếp hạng các đội đua với 141 điểm trước Ferrari (120 điểm) và McLaren (69 điểm).
Giải đua ô tô Công thức 1 Trung Quốc là chặng đua đầu tiên trong sáu chặng đua trong mùa giải áp dụng thể thức chặng đua nước rút. Norris giành vị trí pole cho chặng đua nước rút trước Hamilton và Alonso trong điều kiện mưa ẩm ướt. Thời gian nhanh nhất của Lando Norris ban đầu đã bị xóa do vi phạm ranh giới đường đua (track limits), nhưng được đặt lại sau đó. Thế nhưng, Norris mất vị trí dẫn đầu ngay tại vòng đua đầu tiên của chặng đua nước rút sau cuộc đọ sức với Hamilton ở vị trí dẫn đầu. Hamilton tiếp quản vị trí dẫn đầu cho đến khi bị chiếm bởi Verstappen ở vòng đua thứ 9. Verstappen tiếp tục dẫn đầu chặng đua nước rút cho đến khi giành chiến thắng chặng đua này trước Hamilton và Pérez, đồng đội tại Red Bull Racing của Verstappen. Alonso phải bỏ cuộc chặng đua nước rút sau khi va chạm lốp với Carlos Sainz Jr. Alonso nhận một án phạt 10 giây vì gây ra vụ va chạm này nhưng kết quả về đích của anh không thay đổi vì được xếp hạng ở vị trí cuối cùng. Các tay đua ghi điểm còn lại trong chặng đua nước rút là Leclerc, Sainz Jr., Norris, Piastri và Russell. Verstappen giành vị trí pole cho cuộc đua chính trước đồng đội tại Red Bull Racing là Pérez và Alonso. Bên cạnh đó, đây là vị trí pole thứ 100 lịch sử của Red Bull Racing. Verstappen giành chiến thắng cuộc đua chính trước Lando Norris và đồng đội của Verstappen tại Red Bull Racing là Pérez. Các tay đua còn lại ghi điểm trong cuộc đua chính là Leclerc, Sainz Jr., Russell, Alonso, Piastri, Hamilton và Hülkenberg. Sau Giải đua ô tô Công thức 1 Trung Quốc, Verstappen dẫn đầu bảng xếp hạng các tay đua với 110 điểm trước Pérez (85 điểm) với khoảng cách 25 điểm và người đứng thứ ba Leclerc (76 điểm) với khoảng cách 34 điểm. Red Bull Racing dẫn đầu bảng xếp hạng các đội đua với 195 điểm, cách Ferrari (151 điểm) 44 điểm và cách McLaren (96 điểm) 99 điểm.
Thể thức chặng đua nước rút được áp dụng lần thứ hai tại chặng đua ở Miami, chặng đua thứ sáu của mùa giải. Max Verstappen giành vị trí pole cho chặng đua nước rút trước Charles Leclerc và Sergio Pérez. Verstappen giành chiến thắng chặng đua nước rút trước Leclerc và đồng đội tại Red Bull Racing của mình là Pérez. Các tay đua còn lại ghi điểm trong chặng đua nước rút là Daniel Ricciardo, Carlos Sainz Jr., Oscar Piastri, Nico Hülkenberg và Tsunoda Yuki. Ricciardo lấy những điểm đầu tiên trong mùa giải này. Với thời gian nhanh nhất là 1:27,241 phút, Verstappen giành vị trí pole cho cuộc đua chính trước Leclerc và Sainz Jr. Verstappen đã giành được pole thứ bảy liên tiếp trong mùa giải này, trở thành tay đua đầu tiên làm được điều này kể từ Lewis Hamilton vào năm 2015 và là tay đua thứ hai giành được sáu vị trí pole đầu tiên trong một mùa giải kể từ Alain Prost năm 1993. Verstappen đã dẫn đầu cuộc đua chính từ vòng mở màn ở vị trí pole trước khi vào làn pit để đổi lốp. Giai đoạn xe an toàn do Kevin Magnussen và Logan Sargeant kích hoạt đã khiến Norris được hưởng lợi trong quá trình đổi lốp ở làn pit khi anh tái trở lại đường đua ở vị trí đầu tiên. Sau giai đoạn xe an toàn, Lando Norris dẫn đầu cuộc đua chính cho đến hết khi tiếp tục nới rộng khoảng cách với Verstappen ở vị trí thứ hai và giành chiến thắng Công thức 1 đầu tiên trước Verstappen và Leclerc, trước đó đã giữ kỷ lục số lần lên bục trao giải nhiều nhất mà không giành chiến thắng. Chiến thắng này đồng thời cũng là chiến thắng đầu tiên của McLaren kể từ Giải đua ô tô Công thức 1 Ý 2021. Các tay đua còn lại ghi điểm trong cuộc đua chính là Sergio Pérez, Carlos Sainz Jr., Lewis Hamilton, Tsunoda Yuki, George Russell, Fernando Alonso và Esteban Ocon. Ocon và Alpine ghi điểm lần đầu tiên trong mùa giải này. Sau Giải đua ô tô Công thức 1 Miami, Verstappen dẫn đầu bảng xếp hạng các tay đua với 136 điểm trước Pérez (103 điểm) với khoảng cách 33 điểm và người đứng thứ ba Leclerc (98 điểm) với khoảng cách 38 điểm. Red Bull Racing dẫn đầu bảng xếp hạng các đội đua với 239 điểm, cách Ferrari (187 điểm) 52 điểm và cách McLaren (124 điểm) 115 điểm.

### Những chặng đua châu Âu và Canada
Với thời gian nhanh nhất là 1:14,746 phút, Max Verstappen của Red Bull Racing giành vị trí pole cho cuộc đua trong khuôn khổ Giải đua ô tô Công thức 1 Emilia-Romagna trước cặp tay đua Oscar Piastri và Lando Norris của McLaren và chính thức cân bằng kỷ lục số vị trí pole liên tiếp của Ayrton Senna trong lịch sử Công thức 1. Verstappen giành chiến thắng cuộc đua trước Norris và Leclerc và đó là chiến thắng thứ 5 của anh trong mùa giải. Các tay đua còn lại ghi điểm trong cuộc đua là Oscar Piastri, Carlos Sainz Jr., Lewis Hamilton, George Russell, Sergio Pérez, Lance Stroll và Tsunoda Yuki. Sau Giải đua ô tô Công thức 1 Emilia-Romagna, Verstappen dẫn đầu bảng xếp hạng các tay đua với 161 điểm trước Leclerc (113 điểm) với khoảng cách 48 điểm và người đứng thứ ba Pérez (107 điểm) với khoảng cách 54 điểm. Red Bull Racing dẫn đầu bảng xếp hạng các đội đua với 268 điểm, cách Ferrari (212 điểm) 56 điểm và cách McLaren (154 điểm) 114 điểm.
Leclerc giành vị trí pole cho cuộc đua trước Piastri và đồng đội tại Ferrari là Sainz Jr. tại Giải đua ô tô Công thức 1 Monaco với thời gian nhanh nhất là 1:10,270 phút. Cuộc đua bị gián đoạn ở vòng đua đầu tiên sau một vụ va chạm giữa Pérez, Hülkenberg và Magnussen, khiến tất cả đều phải bỏ cuộc. Sau đó, khi những tay đua Alpine rời khỏi khúc cua Portier, Ocon lao vào đồng đội Gasly khiến chiếc xe của Ocon bị hất văng lên trên. Ocon, người đã thừa nhận trách nhiệm về vụ việc này, đã bỏ cuộc trong thời gian bị gián đoạn. Tiếp theo, cuộc đua tái diễn trở lại. Leclerc giữ vị trí dẫn đầu sau khi khởi động cho đến khi về đích để giành chiến thắng trước Piastri và Sainz Jr. Đây là chiến thắng đầu tiên của anh kể từ Giải đua ô tô Công thức 1 Áo 2022. Leclerc cũng trở thành tay đua người Monaco đầu tiên kể từ Louis Chiron năm 1931 giành chiến thắng chặng đua quê nhà và đồng thời là người đầu tiên giành được nó kể từ khi Công thức 1 bắt đầu vào năm 1950. Các tay đua còn lại ghi điểm trong cuộc đua là Norris, Russell, Verstappen, Hamilton, Yuki, Albon và Gasly. Bên cạnh đó, Albon, Gasly và đội đua Williams đã lấy được những điểm đầu tiên trong mùa giải này. Sau Giải đua ô tô Công thức 1 Monaco, Verstappen dẫn đầu bảng xếp hạng các tay đua với 169 điểm trước Leclerc (138 điểm) với khoảng cách 31 điểm và người đứng thứ ba Norris (113 điểm) với khoảng cách 56 điểm. Red Bull Racing dẫn đầu bảng xếp hạng các đội đua với 276 điểm, cách Ferrari (252 điểm) 24 điểm và cách McLaren (184 điểm) 94 điểm.
Russell lập thời gian nhanh nhất là 1:12,000 phút trước Verstappen với thời gian y hệt và Norris của McLaren tại Giải đua ô tô Công thức 1 Canada. Vì Russell lập thời gian sớm hơn Verstappen nên anh đã giành được vị trí pole. Cuộc đua bắt đầu trong điều kiện thời tiết mưa trung bình. Haas xuất phát với hợp chất lốp ướt, với Russell dẫn đầu và Magnussen leo lên vị trí thứ tư. Hülkenberg, đồng đội của Magnussen tại Haas, cũng leo lên vài vị trí. Khi trời tạnh mưa, các tay đua chuyển sang hợp chất lốp trung gian. Tiếp theo, Lando Norris vượt qua Max Verstappen nhưng một cú xoay xe của Logan Sargeant và pha đổi lốp muộn đã khiến anh tụt lại phía sau Verstappen và Russell. Sau đó, Charles Leclerc bỏ cuộc vì vấn đề về bộ nguồn. Vụ va chạm tiếp theo giữa Albon và Sainz Jr. đã khiến cả hai tay đua Ferrari lần đầu tiên không về đích kể từ Giải đua ô tô Công thức 1 Azerbaijan 2022. Bên cạnh đó, đây là lần đầu tiên Ferrari không lấy được điểm kể từ Giải đua ô tô Công thức 1 Úc 2023. Pérez đồng thời cũng gặp tai nạn và bỏ cuộc, dẫn đến giai đoạn xe an toàn thứ hai, sau khi bị loại tại Q1 hai lần liên tiếp trong mùa giải này. Verstappen giành chiến thắng cuộc đua trước Norris và Russell, trong đó Russell lên bục trao giải lần đầu tiên cho Mercedes trong mùa giải. Bên cạnh đó, đây là chiến thắng thứ 60 trong sự nghiệp của Verstappen. Các tay đua còn lại ghi điểm trong cuộc đua là Hamilton, Piastri, Alonso, Stroll, Ricciardo, Gasly và Ocon. Sau Giải đua ô tô Công thức 1 Canada, Verstappen dẫn đầu bảng xếp hạng các tay đua với 194 điểm trước Leclerc (138 điểm) với khoảng cách 56 điểm và người đứng thứ ba Norris (131 điểm) với khoảng cách 63 điểm. Red Bull Racing dẫn đầu bảng xếp hạng các đội đua với 301 điểm, cách Ferrari (252 điểm) 49 điểm và cách McLaren (212 điểm) 89 điểm.
Tại Giải đua ô tô Công thức 1 Tây Ban Nha, Norris giành vị trí pole thứ hai trong sự nghiệp của mình và cho McLaren kể từ Giải đua ô tô Công thức 1 Nga 2021 với thời gian là 1:11,383 phút. Verstappen giành chiến thắng cuộc đua trước Norris và Hamilton, trong đó Hamilton lên bục trao giải lần đầu tiên trong mùa giải. Các tay đua còn lại ghi điểm trong cuộc đua là Russell, Leclerc, Sainz Jr., Piastri, Pérez, Gasly và Ocon. Sau Giải đua ô tô Công thức 1 Tây Ban Nha, Verstappen dẫn đầu bảng xếp hạng các tay đua với 219 điểm trước Norris (150 điểm) với khoảng cách 69 điểm và người đứng thứ ba Leclerc (148 điểm) với khoảng cách 71 điểm. Red Bull Racing dẫn đầu bảng xếp hạng các đội đua với 330 điểm, cách Ferrari (270 điểm) 60 điểm và cách McLaren (237 điểm) 93 điểm.
Thể thức chặng đua nước rút được áp dụng lần thứ ba tại chặng đua ở Áo. Verstappen giành vị trí pole cho cuộc đua sprint và giành chiến thắng trước hai tay đua McLaren là Piastri và Norris. Verstappen giành vị trí pole thứ 40 trong sự nghiệp của mình trước Norris và Russell cho cuộc đua chính với thời gian là 1:04,314 phút. Verstappen dẫn đầu phần lớn cuộc đua nhưng khoảng cách của anh đã bị Norris thu hẹp sau pha đổi lốp chậm. Trong thời điểm đó, Verstappen sử dụng bộ lốp cũ hơn và Norris có lợi thế về lốp. Tuy nhiên, ngay sau đó, Verstappen và Norris đã va chạm với nhau khiến Norris phải bỏ cuộc lần thứ hai trong mùa giải kể từ chặng đua nước rút trong khuôn khổ Giải đua ô tô Công thức 1 Miami. Verstappen tụt xuống vài vị trí sau khi bị thủng lốp. Russell hưởng lợi từ vụ va chạm đó để giành chiến thắng thứ hai trong sự nghiệp cho Mercedes kể từ Giải đua ô tô Công thức 1 São Paulo 2022 trước Piastri và Sainz Jr. Các tay đua còn lại ghi điểm trong cuộc đua chính là Hamilton, Verstappen, Hülkenberg, Pérez, Magnussen, Ricciardo và Gasly. Sau Giải đua ô tô Công thức 1 Áo, Verstappen dẫn đầu bảng xếp hạng các tay đua với 237 điểm trước Norris (156 điểm) với khoảng cách 81 điểm và người đứng thứ ba Leclerc (150 điểm) với khoảng cách 87 điểm. Red Bull Racing dẫn đầu bảng xếp hạng các đội đua với 355 điểm, cách Ferrari (291 điểm) 64 điểm và cách McLaren (268 điểm) 87 điểm.
Tại Giải đua ô tô Công thức 1 Anh, Russell giành vị trí pole thứ ba trong sự nghiệp của mình trước Hamilton và Norris với thời gian là 1:25,819 phút. Đây là lần đầu tiên trong lịch sử Công thức 1 kể từ Giải đua ô tô Công thức 1 Nam Phi 1968 khi cả ba tay đua người Anh kết thúc vòng phân hạng ở ba vị trí dẫn đầu. Hamilton giành chiến thắng cuộc đua trước Verstappen và Norris, trong đó Hamilton giành chiến thắng lần đầu tiên trong mùa giải kể từ Giải đua ô tô Công thức 1 Ả Rập Xê Út 2021. Các tay đua còn lại ghi điểm trong cuộc đua là Piastri, Sainz Jr., Hülkenberg, Stroll, Alonso, Albon và Tsunoda. Sau Giải đua ô tô Công thức 1 Anh, Verstappen dẫn đầu bảng xếp hạng các tay đua với 255 điểm trước Norris (171 điểm) với khoảng cách 84 điểm và người đứng thứ ba Leclerc (150 điểm) với khoảng cách 105 điểm. Red Bull Racing dẫn đầu bảng xếp hạng các đội đua với 373 điểm, cách Ferrari (302 điểm) 71 điểm và cách McLaren (295 điểm) 78 điểm.
Norris giành vị trí pole tại Giải đua ô tô Công thức 1 Hungary trước Piastri và Verstappen.
Verstappen ban đầu đứng đầu vòng phân hạng Giải đua ô tô Công thức 1 Bỉ với thời gian nhanh nhất là nhưng bị tụt vài vị trí, khiến Leclerc thừa kế vị trí pole. Hamilton đã vượt qua Pérez ngay từ vạch xuất phát và vượt qua Leclerc ở những vòng đua đầu tiên để dẫn đầu cuộc đua trước khi bị Russell vượt lên dẫn đầu sau các pha đổi lốp ở làn pit. Russell đã sử dụng bộ lốp cứng cũ hơn nhưng đã cán đích mà không cần vào pit thêm lần nào nữa để giành chiến thắng trước Hamilton và Piastri. Sau đó, Russell đã bị loại sau cuộc đua do chiếc xe thiếu cân, khiến Hamilton giành chiến thắng trước Piastri và Leclerc. Đây là lần đầu tiên một tay đua bị loại khỏi vị trí đầu tiên kể từ Michael Schumacher tại cuộc đua năm 1994. Các tay đua còn lại ghi điểm trong cuộc đua chính là Verstappen, Norris, Sainz Jr., Pérez, Alonso, Ocon và Ricciardo. Sau Giải đua ô tô Công thức 1 Bỉ, Verstappen dẫn đầu bảng xếp hạng các tay đua với 277 điểm trước Norris (199 điểm) với khoảng cách 70 điểm và người đứng thứ ba Leclerc (177 điểm) với khoảng cách 103 điểm. Red Bull Racing dẫn đầu bảng xếp hạng các đội đua với 408 điểm, cách McLaren (366 điểm) 42 điểm và Ferrari (345 điểm) 63 điểm.
Sau kỳ nghỉ hè, Norris giành vị trí pole thứ tư trong sự nghiệp với thời gian nhanh nhất là 1:09,673 phút trước Verstappen và Piastri tại Giải đua ô tô Công thức 1 Hà Lan. Sau khi cuộc đua bắt đầu, cả hai tay đua McLaren là Norris và Piastri đều khởi đầu không tốt dẫn đến việc Norris mất vị trí thứ nhất vào tay người đứng thứ hai là Verstappen, còn Piastri thì mất vị trí thứ ba vào tay người đứng thứ tư Russell. Tuy nhiên, bằng tốc độ rất nhanh của mình, chiếc McLaren của Norris đã áp sát và giành lại vị trí thứ nhất của Verstappen ngay khi bắt đầu vòng thứ 18 và cũng duy trì nó đến hết chặng đua. Norris thiết lập vòng đua nhanh nhất với 1:13,817 phút và cán đích ở vị trí thứ nhất sau 72 vòng, trước Verstappen tới hơn 22 giây ở vị trí thứ hai và Leclerc ở vị trí thứ ba. Đây là chiến thắng thứ hai của Norris trong sự nghiệp sau chiến thắng tại Giải đua ô tô Công thức 1 Miami 2024. Các tay đua còn lại ghi điểm trong cuộc đua chính là Piastri, Sainz Jr., Pérez, Russell, Hamilton, Gasly và Alonso. Sau Giải đua ô tô Công thức 1 Hà Lan, Verstappen dẫn đầu bảng xếp hạng các tay đua với 295 điểm trước Norris (225 điểm) với khoảng cách 70 điểm và người đứng thứ ba Leclerc (192 điểm) với khoảng cách 103 điểm. Red Bull Racing dẫn đầu bảng xếp hạng các đội đua với 434 điểm, cách McLaren (404 điểm) 30 điểm và Ferrari (370 điểm) 64 điểm.
Norris giành vị trí pole liên tiếp trong 2 chặng đua tại Giải đua ô tô Công thức 1 Ý với thời gian nhanh nhất là 1:19,327 phút trước đồng đội Piastri và Russell. Sau khi cuộc đua bắt đầu, Norris giữ được vị trí dẫn đầu đoàn đua cho đến khi bị Piastri vượt qua tại khúc 4. Trong suốt cuộc đua chính, hầu hết các đội đua đều chọn chiến lược đổi lốp hai lần, nhưng Ferrari lại chọn chiến lược đổi lốp một lần, khiến Leclerc chiếm được vị trí dẫn đầu và duy trì nó cho đến khi lá cờ ca rô tung bay để giành chiến thắng trước Piastri và Norris. Đây là chiến thắng của anh tại Monza cũng như chiến thắng đầu tiên của Ferrari tại chặng đua nước nhà kể từ năm 2019. Franco Colapinto ra mắt chặng đua này cho đội đua Williams kể từ khi thay thế Logan Sargeant sau những thành tích kém cỏi. Colapinto về đích ở vị trí thứ mười hai trong cuộc đua ra mắt của mình. Các tay đua còn lại ghi điểm trong cuộc đua chính là Sainz Jr., Hamilton, Verstappen, Russell, Pérez, Albon và Magnussen. Sau Giải đua ô tô Công thức 1 Ý, Verstappen dẫn đầu bảng xếp hạng các tay đua với 303 điểm trước Norris (241 điểm) với khoảng cách 62 điểm và người đứng thứ ba Leclerc (217 điểm) với khoảng cách 86 điểm. Red Bull Racing dẫn đầu bảng xếp hạng các đội đua với 446 điểm, cách McLaren (438 điểm) 8 điểm và Ferrari (407 điểm) 39 điểm.

### Những chặng đua cuối cùng
Leclerc đã giành vị trí pole trước Piastri và Sainz với thời gian nhanh nhất là 1:41,365 phút, trong khi Verstappen giành vị trí thứ sáu và Norris ở vị trí thứ 16 tại Giải đua ô tô Công thức 1 Azerbaijan. Trong cuộc đua chính, Leclerc duy trì vị trí dẫn đầu của mình sau màn xuất phát trước Piastri ở vị trí thứ ha và Pérez ở vị trí thứ ba. Những người dẫn đầu đoàn đua khởi đầu cuộc đua với bộ lốp trung bình trước khi vào làn pit để chuyển sang bộ lốp cứng. Bộ ba tay đua dẫn đầu đoàn đua vẫn giữ nguyên vị trí của mình, bám sát nhau sau một vòng dừng pit. Piastri chiếm vị trí dẫn đầu từ tay Leclerc ở vòng 20 và bảo vệ vị trí này trước Leclerc trong phần còn lại của cuộc đua để giành chiến thắng thứ hai trong sự nghiệp. Pérez và Sainz, trong khi đang tranh giành vị trí thứ ba, đã va chạm với nhau ở vòng đua áp chót, giúp Russell lên vị trí bục vinh quang cuối cùng. Norris về đích thứ tư trước đối thủ vô địch Verstappen và cũng xác lập vòng đua nhanh nhất. Colapinto, người đã ra mắt trong cuộc đua trước đó, đã ghi những điểm đầu tiên trong sự nghiệp Công thức 1 của mình sau khi cán đích thứ tám. Bearman, người trở lại để thay thế cho Magnussen bị cấm tham gia, đã giành được điểm cuối cùng. Các tay đua còn lại ghi điểm là Norris, Verstappen, Alonso, Albon, Colapinto, Hamilton và Bearman. Verstappen dẫn đầu bảng xếp hạng các tay đua với 313 điểm trước Norris (254 điểm) với khoảng cách 59 điểm và người đứng thứ ba Leclerc (235 điểm) với khoảng cách 78 điểm. McLaren chiếm vị trí dẫn đầu bảng xếp hạng các đội đua từ tay Red Bull Racing (456 điểm) với 476 điểm, cách Ferrari (425 điểm) 51 điểm.
Norris là người giành vị trí pole với thời gian 1:29,525 phút tại Giải đua ô tô Công thức 1 Singapore trước Verstappen và Hamilton. Sau màn xuất phát trong cuộc đua chính, Norris đã bảo vệ vị trí dẫn đầu của mình, dẫn đầu tất cả các vòng đua và giành chiến thắng cuộc đua. Nhà vô địch Max Verstappen và đồng đội của Norris là Oscar Piastri là những tay đua còn lại đứng trên bục trao giải. Cuộc đua này là phiên bản Giải đua ô tô Công thức 1 Singapore đầu tiên không có sự góp mặt của ít nhất một xe an toàn, với Alexander Albon và Kevin Magnussen đều bỏ cuộc ở làn pit (Kevin Magnussen bị nổ lốp do va chạm vào rào chắn). Daniel Ricciardo đã lập vòng đua nhanh nhất, nhưng không được nhận điểm thưởng vì anh về đích ở vị trí thứ 18. Chiến thắng của Norris đã giúp anh rút ngắn khoảng cách với người dẫn đầu Verstappen với chỉ 52 điểm, chỉ với sáu chặng đua còn lại. Sergio Pérez, đồng đội của Verstappen, về đích ở vị trí thứ 10 khiến khoảng cách dẫn đầu của McLaren với Red Bull Racing trên bảng xếp hạng các đội đua lên đến 41 điểm. Các tay đua còn lại ghi điểm trong cuộc đua này là Russell, Leclerc, Hamilton, Sainz Jr., Alonso, Hülkenberg và Pérez. Verstappen dẫn đầu bảng xếp hạng các tay đua với 331 điểm trước Norris (279 điểm) với khoảng cách 52 điểm và người đứng thứ ba Leclerc (245 điểm) với khoảng cách 86 điểm. McLaren dẫn đầu vị trí dẫn đầu bảng xếp hạng các đội đua trước Red Bull Racing (475 điểm) với 516 điểm, cách Ferrari (441 điểm) 75 điểm.
Sau chặng đua tại Singapore, Liam Lawson trở lại Công thức 1 khi thay thế Daniel Ricciardo tại RB. Tại Giải đua ô tô Công thức 1 Hoa Kỳ, Verstappen đã giành vị trí pole cho chặng đua nước rút, dẫn đầu tất cả các vòng đua và giành chiến thắng dễ dàng trước Sainz và Norris, người đã giành vị trí pole cho cuộc đua chính trước Verstappen và Sainz. Leclerc ở vị trí thứ tư đã dẫn đầu cuộc đua ở vòng đua đầu tiên và sau đó giành chiến thắng trước đồng đội Sainz và Norris về đích thứ ba trên đường đua trước khi bị tụt xuống vị trí thứ tư sau đối thủ vô địch Verstappen vì một án phạt. Trong cuộc đua đầu tiên của Lawson trong mùa giải, anh đã về đích ở vị trí thứ 9 sau khi xuất phát cuộc đua chính từ vị trí thứ 19 vì án phạt liên quan đến vị trí. Esteban Ocon đã lập vòng đua nhanh nhất đầu tiên trong sự nghiệp của mình tại chặng đua thứ 152. Các tay đua còn lại ghi điểm trong cuộc đua chính là Norris, Piastri, Russell, Pérez, Hülkenberg, Lawson và Colapinto. Verstappen dẫn đầu bảng xếp hạng các tay đua với 354 điểm trước Norris (297 điểm) với khoảng cách 57 điểm và người đứng thứ ba Leclerc (275 điểm) với khoảng cách 79 điểm. McLaren dẫn đầu vị trí dẫn đầu bảng xếp hạng các đội đua trước Red Bull Racing (504 điểm) với 544 điểm, cách Ferrari (496 điểm) 48 điểm.
Tại Giải đua ô tô Công thức 1 Thành phố México, Sainz Jr. đã giành vị trí pole trong cuộc đua nhưng đã để mất vị trí dẫn đầu vào tay Verstappen ở vị trí thứ hai trong một thời gian ngắn. Anh đã vượt qua Verstappen, người sau đó nhận hai án phạt 10 giây riêng biệt vì đã chèn ép Norris khỏi đường đua và giành được lợi thế một cách bất hợp pháp. Sainz Jr. đã dẫn đầu tất cả các vòng đua từ vòng thứ chín trở đi để giành chiến thắng dễ dàng trước Norris và Leclerc. Đây là chiến thắng thứ hai liên tiếp của Ferrari trong mùa giải 2024 và cũng là chiến thắng thứ tư trong sự nghiệp của Sainz jr. Leclerc lập vòng đua nhanh nhất trong một cuộc tranh giành vòng đua nhanh nhất với Pérez, người cán đích ở vị trí thứ 17, và Lawson, người cán đích ở vị trí thứ 16. Alonso đã bỏ cuộc trong chặng đua thứ 400 trong sự nghiệp của mình cùng với Albon và Tsunoda. Các tay đua còn lại ghi điểm trong cuộc đua chính là Hamilton, Russell, Verstappen, Magnussen, Piastri, Hülkenberg và Gasly. Verstappen dẫn đầu bảng xếp hạng các tay đua với 362 điểm trước Norris (315 điểm) với khoảng cách 47 điểm và người đứng thứ ba Leclerc (291 điểm) với khoảng cách 71 điểm. McLaren dẫn đầu vị trí dẫn đầu bảng xếp hạng các đội đua với 566 điểm, trong khi Ferrari (537 điểm) chiếm lấy vị trí thứ hai từ tay Red Bull Racing (512 điểm).
Piastri giành vị trí pole cho chặng đua nước rút tại Giải đua ô tô Công thức 1 São Paulo trước Norris và Leclerc, nhưng Norris đã giành chiến thắng chặng đua nước rút trước Piastri và Verstappen sau khi hoán đổi vị trí dẫn đầu với Piastri ở những vòng đua cuối cùng trong điều kiện xe an toàn ảo. Thế nhưng, Verstappen bị tụt xuống vị trí thứ tư vì vi phạm quy định xe an toàn khiến anh mất vị trí thứ ba vào tay Leclerc. Các tay đua còn lại ghi điểm trong chặng đua nước rút là Sainz Jr., Russell, Gasly và Pérez. Vòng phân hạng cuộc đua chính đã bị hoãn từ chiều thứ Bảy đến sáng Chủ Nhật do mưa lớn. Norris đã giành vị trí pole trong một phiên vòng phân hạng bị gián đoạn năm lần, trước Russell ở vị trí thứ hai và Tsunoda ở vị trí thứ ba, người đã đạt được vị trí xuất phát cao nhất từ trước đến nay của anh và cho đội đua RB. Cuộc đua chính được tổ chức bốn giờ sau vòng phân hạng. Sau một cuộc đua gay cấn trong điều kiện ẩm ướt, Verstappen giành chiến thắng đầu tiên kể từ mười chặng đua sau khi xuất phát từ vị trí thứ 17 trước cả hai tay đua Alpine là Ocon và Gasly. Bên cạnh đó, Alpine lần đầu tiên lên bục vinh quang trong mùa giải. Các tay đua còn lại ghi điểm trong cuộc đua chính là Russell, Leclerc, Norris, Tsunoda, Piastri, Lawson và Hamilton. Verstappen dẫn đầu bảng xếp hạng các tay đua với 393 điểm trước Norris (331 điểm) với khoảng cách 62 điểm và người đứng thứ ba Leclerc (307 điểm) với khoảng cách 86 điểm. McLaren dẫn đầu vị trí dẫn đầu bảng xếp hạng các đội đua với 593 điểm trước Ferrari (557 điểm) và Red Bull Racing (544 điểm).
Russell giành vị trí pole tại Giải đua ô tô Công thức 1 Las Vegas trước Sainz Jr. và Gasly. Anh đã xuất phát một cách gọn gàng và giữ vị trí dẫn đầu hầu hết toàn bộ cuộc đua cho đến khi về đích. Anh giành chiến thắng cuộc đua trước đồng đội Hamilton và Sainz Jr. Đây là lần đầu tiên Russell giành chiến thắng hơn một chặng đua trong một mùa giải. Verstappen đã có cơ hội giành danh hiệu vô địch tay đua lần thứ tư và anh đã đạt được điều đó khi về đích ở vị trí thứ 5, trước Norris một vị trí, người đã cán đích ở vị trí thứ 6. Các tay đua còn lại ghi điểm trong cuộc đua chính là Leclerc, Verstappen, Norris, Piastri, Hülkenberg, Tsunoda và Pérez. Verstappen dẫn đầu bảng xếp hạng các tay đua với 403 điểm trước Norris (340 điểm) với khoảng cách 63 điểm và người đứng thứ ba Leclerc (319 điểm) với khoảng cách 84 điểm. McLaren dẫn đầu vị trí dẫn đầu bảng xếp hạng các đội đua với 608 điểm trước Ferrari (584 điểm) và Red Bull Racing (555 điểm).
McLaren có cơ hội giành chức vô địch đội đua lần thứ chín trong lịch sử của đội lần đầu tiên kể từ năm 1998 tại Giải đua ô tô Công thức 1 Qatar. McLaren có thể giành chức vô địch với điều kiện phải vượt qua Ferrari và Red Bull trong cuộc đua chính vào chủ Nhật. Norris giành vị trí pole trong chặng đua nước rút trước Russell và Piastri, nhưng về đích sau đồng đội Piastri trong chặng đua nước rút cuối cùng của mùa giải. Các tay đua còn lại ghi điểm trong chặng đua nước rút là Sainz Jr., Leclerc, Hamilton, Hülkenberg và Verstappen. Verstappen đã lập thời gian nhanh nhất trong vòng phân hạng nhưng đã bị tụt một vị trí do lái xe chậm không cần thiết. Do vậy, Russell thừa hưởng vị trí pole mặc dù vượt qua vòng phân hạng ở vị trí thứ hai. Verstappen đã giành chiến thắng trong cuộc đua chính trước Leclerc và Piastri trong khi Norris bị phạt 10 giây stop-and-go vì chạy quá tốc độ trong điều kiện cờ vàng kép. Chu Quán Vũ về đích thứ tám, ghi được bốn điểm. Đây là những điểm đầu tiên của Kick Sauber trong mùa giải. Bất chấp chiến thắng của Verstappen, Red Bull đã không còn cơ hội tranh chức vô địch đội đua. Các tay đua còn lại ghi điểm trong cuộc đua chính là Russell, Gasly, Sainz Jr., Alonso, Chu Quán Vũ, Magnussen và Norris. Verstappen dẫn đầu bảng xếp hạng các tay đua với 429 điểm trước Norris (349 điểm) với khoảng cách 80 điểm và người đứng thứ ba Leclerc (341 điểm) với khoảng cách 88 điểm. McLaren dẫn đầu vị trí dẫn đầu bảng xếp hạng các đội đua với 640 điểm trước Ferrari (619 điểm) và Red Bull Racing (581 điểm).

## Kết quả
| Stt | Chặng đua                                  | Vị trí pole      | Vòng đua nhanh nhất | Tay đua giành chiến thắng | Đội đua giành chiến thắng  | Diễn biến chi tiết |
| --- | ------------------------------------------ | ---------------- | ------------------- | ------------------------- | -------------------------- | ------------------ |
| 1   | Giải đua ô tô Công thức 1 Bahrain          | Max Verstappen   | Max Verstappen      | Max Verstappen            | Red Bull Racing-Honda RBPT | Chi tiết           |
| 2   | Giải đua ô tô Công thức 1 Ả Rập Xê Út      | Max Verstappen   | Charles Leclerc     | Max Verstappen            | Red Bull Racing-Honda RBPT | Chi tiết           |
| 3   | Giải đua ô tô Công thức 1 Úc               | Max Verstappen   | Charles Leclerc     | Carlos Sainz Jr.          | Ferrari                    | Chi tiết           |
| 4   | Giải đua ô tô Công thức 1 Nhật Bản         | Max Verstappen   | Max Verstappen      | Max Verstappen            | Red Bull Racing-Honda RBPT | Chi tiết           |
| 5   | Giải đua ô tô Công thức 1 Trung Quốc       | Max Verstappen   | Fernando Alonso     | Max Verstappen            | Red Bull Racing-Honda RBPT | Chi tiết           |
| 6   | Giải đua ô tô Công thức 1 Miami            | Max Verstappen   | Oscar Piastri       | Lando Norris              | McLaren-Mercedes           | Chi tiết           |
| 7   | Giải đua ô tô Công thức 1 Emilia-Romagna   | Max Verstappen   | George Russell      | Max Verstappen            | Red Bull Racing-Honda RBPT | Chi tiết           |
| 8   | Giải đua ô tô Công thức 1 Monaco           | Charles Leclerc  | Lewis Hamilton      | Charles Leclerc           | Ferrari                    | Chi tiết           |
| 9   | Giải đua ô tô Công thức 1 Canada           | George Russell   | Lewis Hamilton      | Max Verstappen            | Red Bull Racing-Honda RBPT | Chi tiết           |
| 10  | Giải đua ô tô Công thức 1 Tây Ban Nha      | Lando Norris     | Lando Norris        | Max Verstappen            | Red Bull Racing-Honda RBPT | Chi tiết           |
| 11  | Giải đua ô tô Công thức 1 Áo               | Max Verstappen   | Fernando Alonso     | George Russell            | Mercedes                   | Chi tiết           |
| 12  | Giải đua ô tô Công thức 1 Anh              | George Russell   | Carlos Sainz Jr.    | Lewis Hamilton            | Mercedes                   | Chi tiết           |
| 13  | Giải đua ô tô Công thức 1 Hungary          | Lando Norris     | George Russell      | Oscar Piastri             | McLaren-Mercedes           | Chi tiết           |
| 14  | Giải đua ô tô Công thức 1 Bỉ               | Charles Leclerc  | Sergio Pérez        | Lewis Hamilton            | Mercedes                   | Chi tiết           |
| 15  | Giải đua ô tô Công thức 1 Hà Lan           | Lando Norris     | Lando Norris        | Lando Norris              | McLaren-Mercedes           | Chi tiết           |
| 16  | Giải đua ô tô Công thức 1 Ý                | Lando Norris     | Lando Norris        | Charles Leclerc           | Ferrari                    | Chi tiết           |
| 17  | Giải đua ô tô Công thức 1 Azerbaijan       | Charles Leclerc  | Lando Norris        | Oscar Piastri             | McLaren-Mercedes           | Chi tiết           |
| 18  | Giải đua ô tô Công thức 1 Singapore        | Lando Norris     | Daniel Ricciardo    | Lando Norris              | McLaren-Mercedes           | Chi tiết           |
| 19  | Giải đua ô tô Công thức 1 Hoa Kỳ           | Lando Norris     | Esteban Ocon        | Charles Leclerc           | Ferrari                    | Chi tiết           |
| 20  | Giải đua ô tô Công thức 1 Thành phố México | Carlos Sainz Jr. | Charles Leclerc     | Carlos Sainz Jr.          | Ferrari                    | Chi tiết           |
| 21  | Giải đua ô tô Công thức 1 São Paulo        | Lando Norris     | Max Verstappen      | Max Verstappen            | Red Bull Racing-Honda RBPT | Chi tiết           |
| 22  | Giải đua ô tô Công thức 1 Las Vegas        | George Russell   | Lando Norris        | George Russell            | Mercedes                   | Chi tiết           |
| 23  | Giải đua ô tô Công thức 1 Qatar            | George Russell   | Lando Norris        | Max Verstappen            | Red Bull Racing-Honda RBPT | Chi tiết           |
| 24  | Giải đua ô tô Công thức 1 Abu Dhabi        | Lando Norris     | Kevin Magnussen     | Lando Norris              | McLaren-Mercedes           | Chi tiết           |

## Bảng xếp hạng

### Hệ thống ghi điểm
Điểm được trao cho mười tay đua đứng đầu sau cuộc đua chính, tay đua lập vòng đua nhanh nhất tại một cuộc đua chính (chỉ áp dụng cho một trong mười tay đua dẫn đầu) và tám tay đua dẫn đầu sau chặng đua nước rút. Hệ thống tính điểm countback được sử dụng trong trường hợp tay đua giành được nhiều chặng đua hơn sẽ được xếp hạng cao hơn. Nếu số lần chiến thắng bằng nhau thì xét các vị trí về đích thứ nhì, v.v. Số điểm được phân bố theo hệ thống như sau:
| Vị trí             | 1  | 2  | 3  | 4  | 5  | 6 | 7 | 8 | 9 | 10 | Vòng đua nhanh nhất |
| ------------------ | -- | -- | -- | -- | -- | - | - | - | - | -- | ------------------- |
| Cuộc đua chính     | 25 | 18 | 15 | 12 | 10 | 8 | 6 | 4 | 2 | 1  |                     |
| Chặng đua nước rút | 8  | 7  | 6  | 5  | 4  | 3 | 2 | 1 |   |    |                     |

### Bảng xếp hạng các tay đua
| Vị trí | Tay đua          | BHR | SAU | AUS  | JPN | CHN | MIA  | EMI | MON | CAN | ESP | AUT | GBR  | HUN | BEL | NED | ITA | AZE | SIN | USA  | MXC | SAP  | LVG | QAT  | ABU | Số điểm |
| ------ | ---------------- | --- | --- | ---- | --- | --- | ---- | --- | --- | --- | --- | --- | ---- | --- | --- | --- | --- | --- | --- | ---- | --- | ---- | --- | ---- | --- | ------- |
| 1      | Max Verstappen   | 1PF | 1P  | RetP | 1PF | 1P  | 21P  | 1P  | 6   | 1   | 1   | 51P | 2    | 5   | 4   | 2   | 6   | 5   | 2   | 31   | 6   | 14F  | 5   | 18   | 6   | 437     |
| 2      | Lando Norris     | 6   | 8   | 3    | 5   | 26  | 1    | 2   | 4   | 2   | 2PF | 203 | 3    | 2P  | 5   | 1PF | 3PF | 5F  | 1P  | 43P  | 2   | 61P  | 6F  | 10F  | 1P  | 374     |
| 3      | Charles Leclerc  | 4   | 3F  | 2F   | 4   | 4   | 32   | 3   | 1P  | Ret | 5   | 117 | 14   | 4   | 3P  | 3   | 1   | 2P  | 5   | 14   | 3F  | 53   | 4   | 2    | 3   | 356     |
| 4      | Oscar Piastri    | 8   | 4   | 4    | 8   | 87  | 136F | 4   | 2   | 5   | 7   | 2   | 4    | 1   | 2   | 4   | 2   | 1   | 3   | 5    | 8   | 82   | 7   | 31   | 10  | 292     |
| 5      | Carlos Sainz Jr. | 3   | WD  | 1    | 3   | 5   | 5    | 5   | 3   | Ret | 6   | 35  | 5F   | 6   | 6   | 5   | 4   | 18  | 7   | 2    | 1P  | Ret2 | 3   | 64   | 2   | 290     |
| 6      | George Russell   | 5   | 6   | 17   | 7   | 68  | 8    | 7F  | 5   | 3P  | 4   | 14  | RetP | 8F  | DSQ | 7   | 7   | 3   | 4   | 65   | 5   | 46   | 1P  | 43P  | 5   | 245     |
| 7      | Lewis Hamilton   | 7   | 9   | Ret  | 9   | 92  | 6    | 6   | 7F  | 4F  | 3   | 46  | 1    | 3   | 1   | 8   | 5   | 9   | 6   | Ret6 | 4   | 10   | 2   | 126  | 4   | 223     |
| 8      | Sergio Pérez     | 2   | 2   | 5    | 2   | 3   | 43   | 8   | Ret | Ret | 8   | 78  | 17   | 7F  | 7   | 6   | 8   | 17  | 10  | 7    | 17  | 118  | 10  | Ret  | Ret | 152     |
| 9      | Fernando Alonso  | 9   | 5   | 8    | 6   | 7F  | 9    | 19  | 11  | 6   | 12  | 18F | 8    | 11  | 8   | 10  | 11  | 6   | 8   | 13   | Ret | 14   | 11  | 7    | 9   | 70      |
| 10     | Pierre Gasly     | 18  | Ret | 13   | 16  | 13  | 12   | 16  | 10  | 9   | 9   | 10  | DNS  | Ret | 13  | 9   | 15  | 12  | 17  | 12   | 10  | 37   | Ret | 5    | 7   | 42      |
| 11     | Nico Hülkenberg  | 16  | 10  | 9    | 11  | 10  | 117  | 11  | Ret | 11  | 11  | 6   | 6    | 13  | 18  | 11  | 17  | 11  | 9   | 8    | 9   | DSQ  | 8   | Ret7 | 8   | 41      |
| 12     | Tsunoda Yūki     | 14  | 15  | 7    | 10  | Ret | 78   | 10  | 8   | 14  | 19  | 14  | 10   | 9   | 16  | 17  | Ret | Ret | 12  | 14   | Ret | 7    | 9   | 13   | 12  | 30      |
| 13     | Lance Stroll     | 10  | Ret | 6    | 12  | 15  | 17   | 9   | 14  | 7   | 14  | 13  | 7    | 10  | 11  | 13  | 19  | 19  | 14  | 15   | 11  | DNS  | 15  | Ret  | 14  | 24      |
| 14     | Esteban Ocon     | 17  | 13  | 16   | 15  | 11  | 10   | 14  | Ret | 10  | 10  | 12  | 16   | 18  | 9   | 15  | 14  | 15  | 13  | 18F  | 13  | 2    | 17  | Ret  |     | 23      |
| 15     | Kevin Magnussen  | 12  | 12  | 10   | 13  | 16  | 19   | 12  | Ret | 12  | 17  | 8   | 12   | 15  | 14  | 18  | 10  | EX  | 19  | 117  | 7   | WD   | 12  | 9    | 16F | 16      |
| 16     | Alexander Albon  | 15  | 11  | 11   | Ret | 12  | 18   | Ret | 9   | Ret | 18  | 15  | 9    | 14  | 12  | 14  | 9   | 7   | Ret | 16   | Ret | DNS  | Ret | 15   | 11  | 12      |
| 17     | Daniel Ricciardo | 13  | 16  | 12   | Ret | Ret | 154  | 13  | 12  | 8   | 15  | 9   | 13   | 12  | 10  | 12  | 13  | 13  | 18F |      |     |      |     |      |     | 12      |
| 18     | Oliver Bearman   |     | 7   |      |     |     |      |     |     |     |     |     |      |     |     |     |     | 10  |     |      |     | 12   |     |      |     | 7       |
| 19     | Franco Colapinto |     |     |      |     |     |      |     |     |     |     |     |      |     |     |     | 12  | 8   | 11  | 10   | 12  | Ret  | 14  | Ret  | Ret | 5       |
| 20     | Chu Quán Vũ      | 11  | 18  | 15   | Ret | 14  | 14   | 15  | 16  | 15  | 13  | 17  | 18   | 19  | Ret | 20  | 18  | 14  | 15  | 19   | 15  | 15   | 13  | 8    | 13  | 4       |
| 21     | Liam Lawson      |     |     |      |     |     |      |     |     |     |     |     |      |     |     |     |     |     |     | 9    | 16  | 9    | 16  | 14   | 17  | 4       |
| 22     | Valtteri Bottas  | 19  | 17  | 14   | 14  | Ret | 16   | 18  | 13  | 13  | 16  | 16  | 15   | 16  | 15  | 19  | 16  | 16  | 16  | 17   | 14  | 13   | 18  | 11   | Ret | 0       |
| 23     | Logan Sargeant   | 20  | 14  | WD   | 17  | 17  | Ret  | 17  | 15  | Ret | 20  | 19  | 11   | 17  | 17  | 16  |     |     |     |      |     |      |     |      |     | 0       |
| 24     | Jack Doohan      |     |     |      |     |     |      |     |     |     |     |     |      |     |     |     |     |     |     |      |     |      |     |      | 15  | 0       |

Chú thích
- – Tay đua không hoàn thành cuộc đua chính nhưng được xếp hạng vì hoàn thành hơn 90% tổng chiều dài cuộc đua chính.

### Bảng xếp hạng các đội đua
| Vị trí | Đội đua                      | Số xe | BHR | SAU | AUS  | JPN | CHN | MIA  | EMI | MON | CAN | ESP | AUT | GBR  | HUN | BEL | NED | ITA | AZE | SIN | USA  | MXC | SAP  | LVG | QAT  | ABU | Số điểm |
| ------ | ---------------------------- | ----- | --- | --- | ---- | --- | --- | ---- | --- | --- | --- | --- | --- | ---- | --- | --- | --- | --- | --- | --- | ---- | --- | ---- | --- | ---- | --- | ------- |
| 1      | McLaren-Mercedes             | 4     | 6   | 8   | 3    | 5   | 26  | 1    | 2   | 4   | 2   | 2PF | 203 | 3    | 2P  | 5   | 1PF | 3PF | 5F  | 1P  | 43P  | 2   | 61P  | 6F  | 10F  | 1P  | 666     |
| 1      | McLaren-Mercedes             | 81    | 8   | 4   | 4    | 8   | 87  | 136F | 4   | 2   | 5   | 7   | 2   | 4    | 1   | 2   | 4   | 2   | 1   | 3   | 5    | 8   | 82   | 7   | 31   | 10  | 666     |
| 2      | Ferrari                      | 16    | 4   | 3F  | 2F   | 4   | 4   | 32   | 3   | 1P  | Ret | 5   | 117 | 14   | 4   | 3P  | 3   | 1   | 2P  | 5   | 14   | 3F  | 53   | 4   | 25   | 3   | 652     |
| 2      | Ferrari                      | 38/55 | 3   | 7   | 1    | 3   | 5   | 5    | 5   | 3   | Ret | 6   | 35  | 5F   | 6   | 6   | 5   | 4   | 17  | 7   | 2    | 1P  | Ret5 | 3   | 64   | 2   | 652     |
| 3      | Red Bull Racing-Honda RBPT   | 1     | 1PF | 1P  | RetP | 1PF | 1P  | 21P  | 1P  | 6   | 1   | 1   | 51P | 2    | 5   | 4   | 2   | 6   | 5   | 2   | 31   | 6   | 14F  | 5   | 18   | 6   | 589     |
| 3      | Red Bull Racing-Honda RBPT   | 11    | 2   | 2   | 5    | 2   | 3   | 43   | 8   | Ret | Ret | 8   | 78  | 17   | 7   | 7F  | 6   | 8   | 17  | 10  | 7    | 17  | 118  | 10  | Ret  | Ret | 589     |
| 4      | Mercedes                     | 44    | 7   | 9   | Ret  | 9   | 92  | 6    | 6   | 7F  | 4F  | 3   | 46  | 1    | 3   | 1   | 8   | 5   | 9   | 6   | Ret6 | 4   | 10   | 2   | 12   | 4   | 468     |
| 4      | Mercedes                     | 63    | 5   | 6   | 17   | 7   | 68  | 8    | 7F  | 5   | 3P  | 4   | 14  | RetP | 8F  | DSQ | 7   | 7   | 3   | 4   | 65   | 5   | 46   | 1P  | 43P  | 5   | 468     |
| 5      | Aston Martin Aramco-Mercedes | 14    | 9   | 5   | 8    | 6   | 7F  | 9    | 19  | 11  | 6   | 12  | 18F | 8    | 11  | 8   | 10  | 11  | 6   | 8   | 13   | Ret | 14   | 11  | 7    | 9   | 94      |
| 5      | Aston Martin Aramco-Mercedes | 18    | 10  | Ret | 6    | 12  | 15  | 17   | 9   | 14  | 7   | 14  | 13  | 7    | 10  | 11  | 13  | 19  | 19  | 14  | 15   | 11  | DNS  | 15  | Ret  | 14  | 94      |
| 6      | Alpine-Renault               | 10    | 18  | Ret | 13   | 16  | 13  | 12   | 16  | 10  | 9   | 9   | 10  | DNS  | Ret | 13  | 9   | 15  | 12  | 17  | 12   | 10  | 37   | Ret | 5    | 7   | 65      |
| 6      | Alpine-Renault               | 31/61 | 17  | 13  | 16   | 15  | 11  | 10   | 14  | Ret | 10  | 10  | 12  | 16   | 18  | 9   | 15  | 14  | 15  | 13  | 18F  | 13  | 2    | 17  | Ret  | 15  | 65      |
| 7      | Haas-Ferrari                 | 20/50 | 12  | 12  | 10   | 13  | 16  | 19   | 12  | Ret | 12  | 17  | 8   | 12   | 15  | 14  | 16  | 10  | 10  | 19  | 117  | 7   | 12   | 12  | 9    | 16F | 58      |
| 7      | Haas-Ferrari                 | 27    | 16  | 10  | 9    | 11  | 10  | 117  | 11  | Ret | 11  | 11  | 6   | 6    | 13  | 18  | 11  | 17  | 11  | 9   | 8    | 9   | DSQ  | 8   | Ret7 | 8   | 58      |
| 8      | RB-Honda RBPT                | 3/30  | 13  | 16  | 12   | Ret | Ret | 154  | 13  | 12  | 8   | 15  | 9   | 13   | 12  | 10  | 12  | 13  | 13  | 18F | 9    | 16  | 9    | 16  | 14   | 17  | 46      |
| 8      | RB-Honda RBPT                | 22    | 14  | 15  | 7    | 10  | Ret | 78   | 10  | 8   | 14  | 19  | 14  | 10   | 9   | 16  | 17  | Ret | Ret | 12  | 14   | Ret | 7    | 9   | 13   | 12  | 46      |
| 9      | Williams-Mercedes            | 2/43  | 20  | 14  | WD   | 17  | 17  | Ret  | 17  | 15  | Ret | 20  | 19  | 11   | 17  | 17  | 16  | 12  | 8   | 11  | 10   | 12  | Ret  | 14  | Ret  | Ret | 17      |
| 9      | Williams-Mercedes            | 23    | 15  | 11  | 11   | Ret | 11  | 18   | Ret | 9   | Ret | 18  | 15  | 9    | 14  | 12  | 14  | 9   | 7   | Ret | 16   | Ret | DNS  | Ret | 15   | 11  | 17      |
| 10     | Kick Sauber-Ferrari          | 24    | 11  | 18  | 15   | Ret | 14  | 14   | 15  | 16  | 15  | 13  | 17  | 18   | 19  | Ret | 20  | 18  | 14  | 15  | 19   | 15  | 15   | 13  | 8    | 13  | 4       |
| 10     | Kick Sauber-Ferrari          | 77    | 19  | 17  | 14   | 14  | Ret | 16   | 18  | 13  | 13  | 16  | 16  | 15   | 16  | 15  | 19  | 16  | 16  | 16  | 17   | 14  | 13   | 18  | 11   | Ret | 4       |

Chú thích mở rộng cho các bảng trên
| Chú thích                | Chú thích                                |
| Màu                      | Ý nghĩa                                  |
| ------------------------ | ---------------------------------------- |
| Vàng                     | Chiến thắng                              |
| Bạc                      | Hạng 2                                   |
| Đồng                     | Hạng 3                                   |
| Xanh lá                  | Các vị trí ghi điểm khác                 |
| Xanh dương               | Được xếp hạng                            |
| Xanh dương               | Không xếp hạng, có hoàn thành (NC)       |
| Tím                      | Không xếp hạng, bỏ cuộc (Ret)            |
| Đỏ                       | Không phân hạng (DNQ)                    |
| Đen                      | Bị loại khỏi kết quả (DSQ)               |
| Trắng                    | Không xuất phát (DNS)                    |
| Trắng                    | Chặng đua bị hủy (C)                     |
|                          | Không đua thử (DNP)                      |
| Loại trừ (EX)            |                                          |
| Không đến (DNA)          |                                          |
| Rút lui (WD)             |                                          |
| Không tham gia (ô trống) |                                          |
| Ghi chú                  | Ý nghĩa                                  |
| P                        | Giành vị trí pole                        |
| Số mũ cao                | Vị trí giành điểm tại chặng đua nước rút |
| F                        | Vòng đua nhanh nhất                      |